# Arroyo Yerbal Chico
El arroyo Yerbal Chico es un pequeño curso de agua uruguayo que atraviesa el departamento de Treinta y Tres perteneciente a la cuenca hidrográfica de la laguna Merín.
Nace en la cuchilla de Dionisio y desemboca en el arroyo Yerbal Grande tras recorrer alrededor de 35 km; a su paso atraviesa la Quebrada de los Cuervos.